# Aspås
Aspås är en tätort i Aspås distrikt i Krokoms kommun, Jämtlands län och kyrkbyn i Aspås socken i Jämtland. Orten ligger strax väster om länsväg 339, cirka 6 km norr om Krokom.

## Befolkningsutveckling
| Befolkningsutvecklingen i Aspås 1975–2020 | Befolkningsutvecklingen i Aspås 1975–2020 | Befolkningsutvecklingen i Aspås 1975–2020 | Befolkningsutvecklingen i Aspås 1975–2020 | Befolkningsutvecklingen i Aspås 1975–2020 |
| ----------------------------------------- | ----------------------------------------- | ----------------------------------------- | ----------------------------------------- | ----------------------------------------- |
|                                           |                                           |                                           |                                           |                                           |
| År                                        |                                           |                                           | Folkmängd                                 | Areal (ha)                                |
| 1975                                      | 1975                                      |                                           | 219                                       |                                           |
| 1980                                      | 1980                                      |                                           | 290                                       |                                           |
| 1990                                      | 1990                                      |                                           | 349                                       | 57                                        |
| 1995                                      | 1995                                      |                                           | 394                                       | 59                                        |
| 2000                                      | 2000                                      |                                           | 361                                       | 59                                        |
| 2005                                      | 2005                                      |                                           | 352                                       | 59                                        |
| 2010                                      | 2010                                      |                                           | 375                                       | 62                                        |
| 2015                                      | 2015                                      |                                           | 474                                       | 155                                       |
| 2020                                      | 2020                                      |                                           | 485                                       | 149                                       |
| Anm.: Ny tätort 1975                      |                                           |                                           |                                           |                                           |